# Camaroptera
Camaroptera es un género de aves paseriformes perteneciente a la familia Cisticolidae.

## Especies
El género contiene las siguientes especies:
- Camaroptera brachyura (Vieillot, 1821) – 	camaróptera baladora;[2]
- Camaroptera brevicaudata (Cretzschmar, 1830) – camaróptera de lomo gris;[3]
- Camaroptera chloronota Reichenow, 1895 – camaróptera dorsiverde;[2]
- Camaroptera harterti Zedlitz, 1911 – camaróptera de Hartert;[2]
- Camaroptera superciliaris (Fraser, 1843) – camaróptera cejigualda.[2]